# Parafia św. Anny w Krynkach
Parafia pw. św. Anny w Krynkach – rzymskokatolicka parafia z siedzibą w Krynkach, należąca do dekanatu Krynki, archidiecezji białostockiej, metropolii białostockiej.

## Historia parafii
Parafia została utworzona w 1601 lub 1602 roku. Początkowo była filią parafii Odelsk (pierwszy kościół powstał w 1522). 
Kościół parafialny pw. św. Anny wybudowany w stylu neogotyku wiślano-bałtyckiego w latach 1907–1912 według projektu Stefana Szyllera, poświęcony 30 listopada 1912.

## Zasięg parafii
Do parafii należą wierni z miejscowości: Białogorce, Ciumicze, Górka, Grzybowszczyzna, Jurowlany, Kruszyniany, Kundzicze, Łapicze, Łużany, Krynki, Nietupa-Kolonia, Ostrów Południowy, Plebanowo i Trejgle.